# Утврђивање очинства
Утврђивање очинства је утврђивање оца детета на основу правне претпоставке о очинству мужа мајке детета, која ће биће потврђена и чињеницом његовог биолошког очинства, јер је брак потпуна животна – а тиме и сексуална – заједница мушкарца и жене. Да се, нешто што се најчешће или редовно дешава у животу не би утврђивало у сваком поједином случају. Како би се у бројним случајевима, избегла техника правне претпоставке, судску праксу треба учинити таквом да се утврђивање брачног очинства мора заснивати на једноставнијем, поузданијем и ефикаснијем начину какав је генетички тест (чија прецизност је обично у распону од 99,999% до 99,99999%)

## Значај
Утврђивање очинства је ништа друго до поступак оспоравања брачног очинства, јер има за циљ утврђивање материјалне истине о пореклу детета од оца и, према томе, усклађивање правног с фактичким стањем.

## Ко покреће доказивање?
Према позитивном породичном праву већине земаља тужбу за оспоравање брачног очинства могу подићи:
- Дете — ако оспорава да му је природни отац онај мушкарац који се по закону сматра његовим оцем, без обзира на рок.[6]
- Мајка детета — ако оспорава истинитост претпоставке да је њен муж отац детета које је она родила у браку или у року од 300 дана од дана престанка брака смрћу њеног мужа. Рок за тужбу мајке детета износи годину дана од дана сазнања да њен муж није отац детета, а тужба се може поднети најкасније у року од 10 година од рођења детета.[6]
- Муж мајке — који је заинтересован да се утврди како он није биолошки отац детета које је у браку са њим родила његова супруга. Према српском праву, уместо мужа мајке који је лишен пословне способности, тужбу за оспоравање очинства може подићи његов старатељ уз одобрење органа старатељства.[7]
- Мушкарац који тврди да је отац детета — има право да оспори претпоставку о брачном очинству детета. Међутим, не може сваки мушкарац који себе сматра биолошким оцем детета рођеног у браку оспорити очинство мужа мајке. Право на тужбу има само онај мушкарац који истом тужбом тражи и утврђивање сопственог очинства.[8] Рок за тужбу износи годину дана од дана сазнања.

## Ограничења
Према позитивном породичном праву многих земаља оспоравање очинства није уопште дозвољено:
- после смрти детета,
- после усвојења детета,
- када је очинство утврђено правоснажном судском пресудом.

## Трошкови
Трошкови утврђивања очинства у Србији износе (у просеку) за:
- оца и једно дете 25.000
- свако додатно лице (дете, мајка итд.) 7.000
- налаз који важи на суду 5.000

За пренатално утврђивање очинства цене не укључују  узимају узимање узорка хориона, амниона или крви из пупчане врпце - ове узорке узима искључиво гинеколог и додатно се наплаћује.